# Steinsperlinge

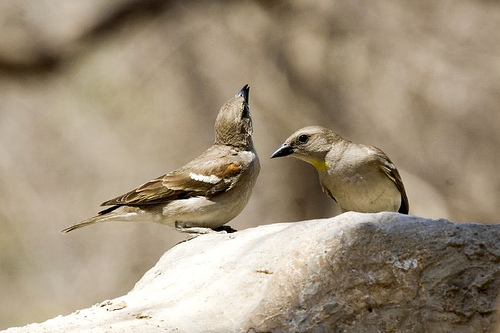
Gelbkehlsperlinge

Die Steinsperlinge (Petronia) sind eine Gattung innerhalb der Familie der Sperlinge.  Die Arten, die ursprünglich zu den Steinsperlingen gezählt wurden; sind in Europa, Asien und Afrika anzutreffen, der Verbreitungsschwerpunkt ist Afrika. Als seltener Irrgast erreicht eine Art, nämlich der Steinsperling, gelegentlich auch Mitteleuropa. 
Zur Gattung wird aktuell nur noch der Steinsperling als einzige Art gezählt, die übrigen Arten werden jetzt der Gattung Gymnoris zugeordnet. Es wurden insgesamt fünf Arten unterschieden. Der genetische Unterschied zur Gattung Passer ist nicht sehr groß und von einigen wenigen Autoren werden sie gelegentlich auch in dieser Gattung geführt. Die IUCN stuft alle Arten der Steinsperlinge als nicht gefährdet (least concern) ein.

## Merkmale
Steinsperlinge erreichen eine Körpergröße zwischen 13 und 16 Zentimetern. Es handelt sich um kompakt gebaute Vögel mit einem im Verhältnis zur Körpergröße großen Kopf sowie einem kurzen, kräftigen Schnabel, der vorne spitz ausläuft. Sie unterscheiden sich von den nah verwandten Passer-Arten durch den kleinen gelben Fleck an der Kehle. Vier der Arten weisen keinen Sexualdimorphismus auf, beim Buschsperling ist dieser nur sehr gering ausgeprägt. Anders als dies bei einigen Passer-Arten der Fall ist fehlt allen Arten eine saisonale Veränderung der Schnabelfarbe. Körperbau, Lebensraum und Stimme ähneln sehr der Gattung Passer, Steinsperlinge nutzen allerdings eine leicht unterschiedliche ökologische Nische und sind stärker an ein Leben in Bäumen und Sträuchern gebunden als dies bei Passer der Fall ist. Die Ausnahme stellt wiederum der Steinsperling dar, der vorwiegend in baumlosen Hügellandschaften mit spärlichem Grasbewuchs und Felsen, Erdabbrüchen sowie Felsenklippen lebt.

## Verbreitung
Von den fünf Arten ist eine, nämlich der Kapsteinsperling, in seiner Verbreitung auf den afrikanischen Kontinent beschränkt. Der Buschsperling und der Sahelsteinsperling kommen außer in Afrika auch auf der arabischen Halbinsel vor. Während der Gelbkehlsperling ausschließlich in Asien anzutreffen ist, kommt der Steinsperling im Nordwesten Afrikas, im Süden Europas und Asiens vor. Sein Verbreitungsgebiet ist innerhalb der Gattung das größte. Es reicht von Madeira, den Kanarischen Inseln, Südeuropa sowie dem Nordwesten Afrikas in östlicher Richtung über den Nahen Osten und den Aralsee bis zum Nordwesten Indiens, dem Westen der Mongolei, dem Westen der Mandschurei und dem Norden von Sechuan. Als Irrgast erreicht diese Art gelegentlich Großbritannien, Polen, die Azoren, Malta, Zypern und Israel.
Der Lebensraum der Steinsperlinge sind mäßig trockene bis trockene lichte Wäldern, semiaride Strauchlandschaften sowie der Randbereich von Siedlungen und landwirtschaftlichen Agrarflächen. 

## Arten
Die folgenden Arten wurden zur Gattung der Steinsperlinge gezählt:
- Sahelsteinsperling (Petronia pyrgita, jetzt Gymnoris pyrgita)
- Gelbkehlsperling (Petronia xanthocollis, jetzt Gymnoris xanthocollis)
- Kapsteinsperling (Petronia superciliaris, jetzt Gymnoris superciliaris)
- Buschsperling (Petronia dentata, jetzt Gymnoris dentata)
- Steinsperling (Petronia petronia)

## Einzelbelege
1. ↑  Fry et al., S. 41.
2. ↑  BirdLife International, aufgerufen am 6. März 2022.
3. ↑  Fry et al., S. 41–48.
4. ↑  Fry et al., S. 47.